# بيرخن (شمال هولندا)
بيرخن Bergen  هي مدينة وبلدية بمقاطعة شمال هولندا، هولندا.

## طوبوغرافيا
خريطة طوبوغرافية هولندية لبلدية بيرخن، يونيو 2015، (تقرأ بعد ثلاث نقرات على الخريطة).

## أعلام
- جيري كنيتيمان
- سيميون تن هولت